# Gottfried IV. (Ziegenhain)
Gottfried IV. von Ziegenhain († 15. November 1250) aus dem Geschlecht der Grafen von Ziegenhain war von 1229 bis zu seinem Tod Graf von Ziegenhain und von Nidda.  Er übte die Herrschaft gemeinsam mit seinem jüngeren Bruder Berthold I. (* um 1207, † 1258) aus, wobei Berthold in den Ziegenhainer Stammlanden und Gottfried in Nidda residierte.

## Herkunft
Gottfried war der älteste Sohn des Grafen Ludwig I. (* um 1167; † nach 17. Januar 1229) von Ziegenhain und dessen Frau Gertrud (* um 1172; † nach 1222), der Witwe des Grafen Friedrich II. von Abenberg († 1201). Schon zu Ludwigs Lebzeiten residierte er in Nidda, wo er praktisch als Koregent seines Vaters amtierte. Im Streit des Fuldaer Abts Heinrich III. von Cronberg (1192–1216) mit dem Landgrafen Hermann I. von Thüringen fiel Gottfried von Nidda aus plündernd in die fuldischen Gebiete in der Wetterau ein.

## Graf von Ziegenhain und Nidda
Nach Ludwigs I. Tod regierten seine Söhne Gottfried IV. und Berthold I. die beiden vom Vater ererbten Grafschaften nominell gemeinsam, beurkundeten und siegelten auch gemeinsam, teilten die Herrschaft jedoch de facto, indem Gottfried in der Grafschaft Nidda und Berthold in der Grafschaft Ziegenhain verblieb.
Die beiden schlossen im November 1233 ein Schutz- und Trutzbündnis mit Konrad von Thüringen, dem Regenten der Ludowinger Landgrafen in deren hessischen Landesteilen, gegen jedermann ausgenommen das Reich. Dabei wurde der lange schwelende Streit um die im Jahre 1185 durch die Heirat von Lukardis, Erbtochter Gozmars III. von Ziegenhain, mit Konrads 1229 verstorbenem Onkel Friedrich dem Hause Reichenbach-Ziegenhain entfremdeten Güter bereinigt.  Landgraf Konrad belehnte die Brüder mit Gütern des verstorbenen Grafen Friedrich, verzichtete auf alle Rechte an der Burg Staufenberg und auf Friedrichs Güter in Treysa und Ziegenhain und verpflichtet sich, keine Burg im Gebiet der Grafen zu errichten oder zu ihrem Schaden Güter zu erwerben. Im Gegenzug verzichteten die beiden Grafen ebenfalls auf Burgenbau und Gütererwerb zum Schaden des Landgrafen und auf ihre Rechte an den Burgen Reichenbach und Keseberg. Innerhalb eines Jahres sollten die Grafen ihren Lehnsherren – ob das Reich, die Erzbischöfe von Mainz, die Äbte von Fulda oder Hersfeld – die betreffenden Lehen resignieren und diese um Konzession der Lehen für den Landgrafen von Thüringen ersuchen. Dieser Vergleich besiegelte allerdings den endgültigen Verlust erheblichen Territorialbesitzes im Bereich der einstigen Herrschaft Wildungen und (nach dem Tod Gottfrieds III., des letzten Reichenbacher Verwandten) der Burg Reichenbach mit allem dortigen Grundbesitz und Zubehör.
Gottfried und Berthold waren, wie schon ihr Vater, zunächst Parteigänger der Staufer. In der entscheidenden Phase der Auseinandersetzung der Staufer mit dem Papsttum ab 1241 wechselten sie jedoch, zusammen mit ihrem Bruder Burkhart, der ab 1234 eine Anzahl von Propsteien in seiner Hand vereinigte und 1247 Erzbischof von Salzburg wurde, in das Lager der Kaisergegner um den Mainzer Erzbischof Siegfried III. von Eppstein, Taufpate von Bertholds Sohn Gottfried V. Die Ziegenhainer gehörten zu den Grafen, die Heinrich Raspe IV. im Mai 1246 zum Gegenkönig wählten; Propst Burkhard wurde sein Kanzler.

## Ehe und Nachkommen
Gottfried war verheiratet mit Lukardis (Luitgard) von Dürn; sie lebte noch 1271, als sie dem Kloster Seligental Güter schenkte. Der Ehe entstammten drei namentlich bekannte Kinder:
- Mechthild, ⚭ 1246 Heinrich III. von Isenburg-Arenfels
- Ludwig II. († 1289), Graf von Ziegenhain zu Nidda, ⚭ Sophie von der Mark
- Sophie (bezeugt 1283)